# Zelotes sajali
Zelotes sajali este o specie de păianjeni din genul Zelotes, familia Gnaphosidae, descrisă de Benoy Krishna Tikader și Gajbe, 1979. Conform Catalogue of Life specia Zelotes sajali nu are subspecii cunoscute.